# Cora Pearl

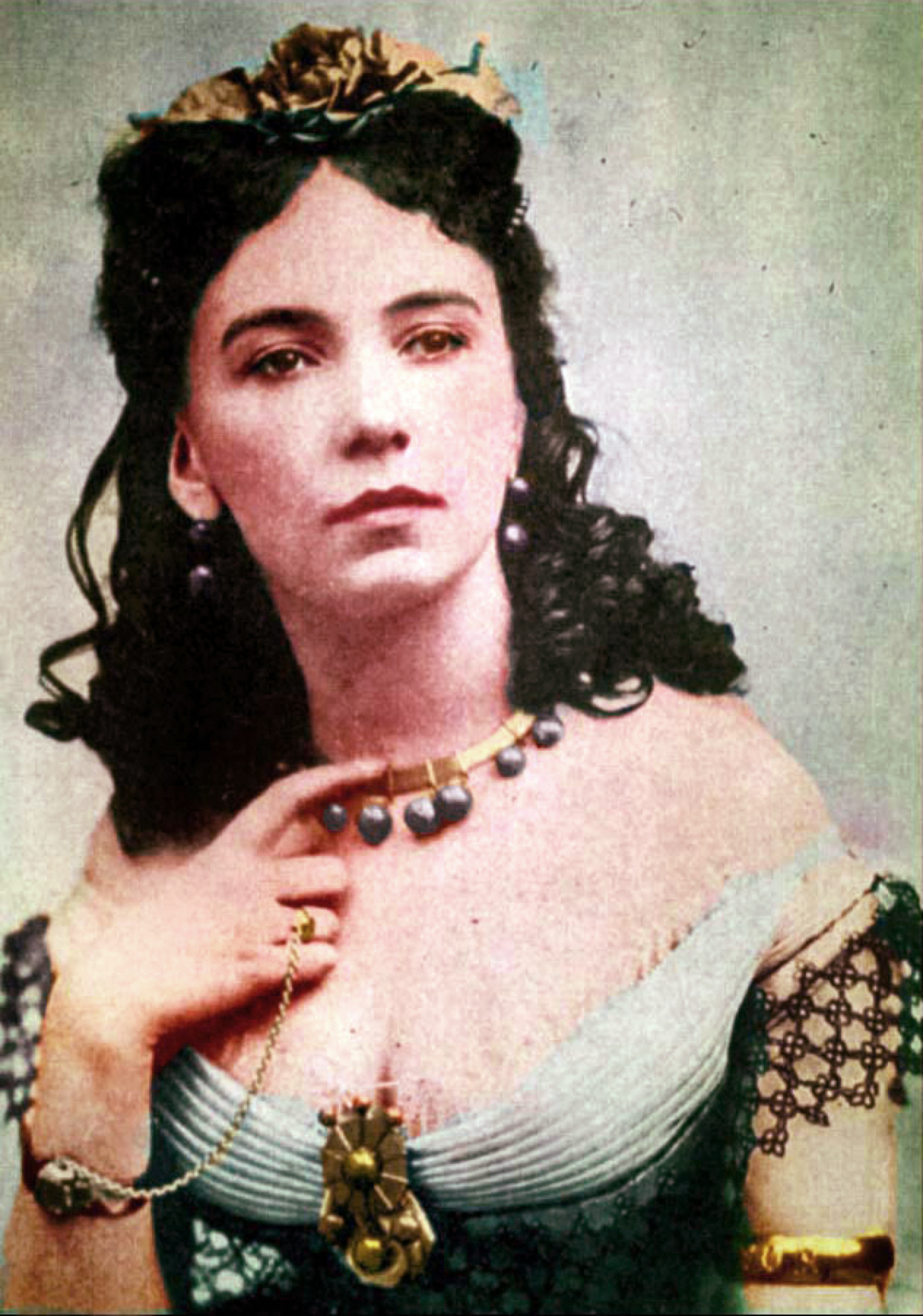
Cora Pearl

Cora Pearl (geb. Eliza Emma Crouch, Dezember 1836, Plymouth, Vereinigtes Königreich; † 8. Juli 1886) war eine Kurtisane der französischen demimonde im 19. Jahrhundert, die ihre größte Beachtung in der Zeit des Zweiten Französischen Kaiserreichs (Empire) erlebte.

## Leben

### Jugend
Eliza Emma Crouch wurde in Plymouth im Dezember 1836 geboren, nur wenige Monate vor Einführung der civil registration in England und Wales. Sie wurde am 27. Dezember 1837 in der St Andrew’s Church zusammen mit ihrer jüngeren Schwester Hannah Lydia (* 30. November 1837) getauft. Später nutzte sie oft die Geburtsurkunde ihrer Schwester Louisa, welche sie fälschte, so dass sie erschien wie ihre eigene. Die Geburtsurkunde ihrer Schwester nutzte sie auch in ihren Mémoires 1886. Dies führte ein Jahrhundert lang zu Verwirrung über ihr Geburtsdatum. Das exakte Datum im Dezember ist bis heute unbekannt.
Ihr Vater war der Cellist und Komponist Frederick Nicholls Crouch, ihre Mutter die Sängerin (contralto) Lydia, née Pearson. Die beiden hatten 1832 in der St Paul’s Church, Covent Garden, geheiratet. Im April 1841 musste Crouch jedoch nach London zurückkehren, seine Frau und Töchter ließ er in Plymouth zurück. 1843 ließ er sich jedoch nochmals trauen mit Elizabeth 'Bessie' George. Diese Heirat wurde nach katholischem Brauch zelebriert und mit Elizabeth George hatte er zwei weitere Kinder. 1849 ging er in die Vereinigten Staaten und ließ beide Frauen und Familien zurück. Um ihren Kindern ein Auskommen zu geben, brachte Lydia Richard William Littley in den Haushalt, der eine Art Stiefvater für ihre Kinder war. Emma wurde auf eine klösterliche Boarding School in Boulogne-sur-Mer, Frankreich geschickt, aber später kehrte sie wieder nach England zurück, wo sie mit der Großmutter väterlicherseits lebte, Anna Maria (née Nicholls). Nach dem Tod von Frederick Nicholls Crouch Vater hatte sie den ehemaligen Secretary of the Royal Philharmonic Society, den Violinisten, Komponisten und Arrangeur William Watts geheiratet. 1851 lebte Emma mit ihrer Schwester Hannah bei diesen Großeltern in Jersey.
Dieses Leben empfand Emma einengend und ihre rastlose Natur und angeborenen Neugier begehrten auf. Sie trotzte gegen die Vorsicht ihrer Großmutter, die die Gefahren beschwor, die eine junge Frau unbeaufsichtigt auf den Straßen erwarteten. Als sie eines Tages allein unterwegs war, akzeptierte sie die Avancen eines älteren Mannes, der sie auf der Straße ansprach. Sie ging mit ihm in eine Spelunke, wo er sie mit Kuchen hofierte und mit Alkohol gefügig machte, um sie dann unter Bewusstlosigkeit zu entjungfern. Beim Erwachen entdeckte sie, dass der Mann ihr eine Fünf-Pfund-Note hinterlassen hatte. Das war mehr Geld als sie je gesehen hatte. Sie war zu der Zeit ungefähr zwanzig Jahre alt und später sagte sie, die Begegnung habe bei ihr „ein instinktives Grauen vor Männern“ hinterlassen. Nach ihrer abrupten Initiation in den Sex kehrte sie nicht in das Haus ihrer Großmutter zurück und auch nicht zu ihrer Mutter, sondern mietete sich ein eigenes Zimmer in Covent Garden.

### London
Auf sich selbst gestellt, machte Emma die Bekanntschaft von Robert Bignell, einem Eigentümer eines berüchtigten Etablissements, The Argyll Rooms, einer Kombination aus Bar, Tanzsaal und Frauen, die gemietet werden konnten. Es gab dort intime Alkoven und Räume in die sich Paare zum Sex zurückziehen konnten. Bald darauf zog Emma in eine Suite im Argyll Rooms (London Trocadero) und wurde Bignells Geliebte. Sie beobachtete das Leben in ihrer Umgebung und realisierte, dass das Leben einer gewöhnlichen Prostituierten tragisch verläuft. Bestenfalls konnte eine Frau „arm und erniedrigt“ („poor and degraded“) enden, im schlimmsten Falle hatte die Zukunft für sie „Krankheit und Tod“ („disease and death“) bereit. Sie nahm sich vor ihr Gewerbe mit höheren Erwartungen zu betreiben. Ihr Ziel war es eine Mätresse (kept woman) von ausgewählten hingebungsvollen Liebhabern zu werden, von solchen, die ihr ein Leben in Luxus ermöglichen könnten.
Ihre Bindung an Bignell währte einige Zeit. Sie reisten nach Paris, wo sie als verheiratetes Paar auftraten. Doch Emma verliebte sich so sehr in die Stadt, dass sie darauf bestand, dass Bignell allein nach London zurückkehren musste. Sie war fest entschlossen in der französischen Hauptstadt zu bleiben. Zu dieser Zeit nahm Emma Crouch die Identität „Cora Pearl“ an, ein modischer Name, der ihre neue Identität widerspiegeln sollte und die Zukunft beschwor, die sie in Paris zu finden hoffte.

## Leben als Kurtisane
Auf sich selbst gestellt, arbeitete sie in der Metropole erneut als Prostituierte. Sie ging eine Verbindung mit einem Zuhälter ein, einem „Monsieur Roubisse“, der ihr eine geeignete Unterbringung besorgte, ihr die Geschäftspraktiken ihres Gewerbes beibrachte und ihr Repertoire an professionellen Praktiken erweiterte und verfeinerte. Sie arbeitet für ihn sechs Jahre lang.
Ihr erster Liebhaber von Rang war der fünfundzwanzigjährige Victor Masséna, 3. Herzog von Rivoli, und spätere 5. Fürst von Essling. Er stattete sie opulent aus, gab ihr Geld, Juwelen, Diener und einen persönlichen Koch. Er stattete sie mit Geldern aus zum Spielen, wenn sie Casinos und die Pferderennbahn besuchte im beliebten Kurbad Baden-Baden in Deutschland. Er kaufte ihr auch ihr erstes eigenes Pferd, und sie entwickelte sich zu einer ausgezeichneten Reiterin. Man sagte: „Sie ritt wie eine Amazone“ und „war freundlicher zu ihren Pferden als zu ihren Liebhabern“ („she rode like an Amazon“ and „was kinder to her horses than her lovers“). Ihre Liaison mit Masséna dauerte fünf Jahre. Während sie Masséna zu Diensten war, teilte sie ihre Gunst gleichzeitig mit Fürst Napoléon Achille Murat, einem Mann, der viel älter als Masséna war.
Um 1860 war Pearl eine der meistgefeierten Kurtisanen in Paris. Sie war die Mistress bekannter Aristokraten, unter anderem des Prince d'Orange, Erbanwärter für den Thron der Niederlande, Ludovic, Duc de Grammont-Caderousse, und noch einflussreicher: Charles Duc de Morny, der Halbbruder des Kaisers Napoleon III. Der Kaiserbruder förderte großzügig das Leben, welches Pearl sich erträumte.
1864 mietete Pearl ein Chateau in der Region Loiret. Das so genannte Château de Beauséjour („Schloss des schönen Aufenthalts“) war eine luxuriöse Residenz mit Buntglasfenstern, aufwändig dekoriert und mit makellos gepflegten Räumen und Gärten. Ihr Boudoir war mit einem maßgefertigten bronzenen Bad mit einem Monogramm ihrer Initialen, eingelegt mit Gold, ausgestattet. Das Château war ausgestattet für Galaveranstaltungen. Fast immer waren mindestens fünfzehn Gäste zum Diner versammelt und der Küchenchef hatte Instruktionen, keine Kosten bei den Ausgaben für Essen zu sparen. Pearl war bekannt für überraschende Vergnügen von unerwarteter und empörender Theatralität. Immer war sie die Hauptattraktion. An einem Abend beispielsweise überraschte sie die versammelte Gruppe, die zusammengerufen wurde um „das nächste Gericht anzuschneiden“ (to cut into the next dish), indem sie sich selbst servieren ließ, nackt auf einer großen Silberplatte, garniert mit Petersilie und hereingetragen von vier großen Männern.
Ihr hingebungsvollster Wohltäter und dauerhaftester Bewunderer war Napoléon Joseph Charles Paul Bonaparte, der Cousin des Kaisers. Pearl traf den Fürsten 1868, als er zweiundvierzig Jahre alt war. Ihre Liaison hielt neun Jahre lang an, die längste Beziehung in Pearls Karriere. Er kaufte ihr mehrere Häuser, eines davon ein wahrhafter Palast: „les Petites Tuileries“.
1860 trat Pearl bei einem Maskenball auf, der von der Elite der Pariser Gesellschaft besucht wurde. Sie wurde zur Sensation, indem sie als spärlich bekleidete Eva auftrat. Immer wieder präsentierte sie enthusiastisch ihre körperlichen Vorzüge vor Publikum, so übernahm sie die Rolle eines singenden Cupido in der Operette Orphée aux Enfers von Jacques Offenbach, die 1867 im Théâtre des Bouffes-Parisiens aufgeführt wurde. Kritiker schrieben: „Cora Pearl machte ihren Auftritt halbnackt auf der Bühne. An diesem Abend beehrte der komplette Jockey-Club das Theater. Alle Namen... des französischen Adels waren anwesend... Es war ein Erfolg bestimmter Art...“ Die Chronik des Abends fährt fort: „Offensichtlich hatte die schöne Cora Pearl bereits eine Brochette (ein 'Fleischspieß') von fünf oder sechs historischen Vermögen mit ihren hübschen weißen Zähnchen aufgefuttert.“
Der Höhepunkt von Pearls Karriere als Kurtisane waren die Jahre 1865 bis 1870. In seiner Biografie von Pearl, The Pearl From Plymouth 1950, schrieb W. H. Holden, dass es Hinweise darauf gibt, das Pearl regelmäßig Geld sowohl an ihre Mutter in England, als auch an ihren Vater in Amerika sandte. Für Pearl war Geld dazu da, ausgegeben zu werden, um Luxus zu genießen und ihr einen Weg zu einem begehrten Ruhesitz in den oberen Stufen der Gesellschaft zu erkaufen. Allein ihre Juwelensammlung wurde auf mehrere Millionen francs geschätzt; zeitweise gehörten ihr drei Häuser und ihre Kleidung wurde von dem bekannten Couturier Charles Frederick Worth maßgeschneidert. So, wie ihre Karriere gedieh, mussten auch die Geschenke ihrer Freier teurer und phantasievoller werden. Sie spielte ihre Verehrer gegeneinander aus und steigerte ihren Preis, wenn der Wettbewerb zwischen den Anwärtern eskalierte. In ihrer Hochphase konnte sie bis zu zehntausend Francs für einen gemeinsamen Abend verlangen.

### Berühmtheit
Pearl kleidete sich sehr kreativ, meist mit dem Ziel entweder zu Schock oder Bewunderung auszulösen. Théodore de Banville schrieb über ihre Masche, ihre Haare in leuchtenden Farben zu färben. Sie wurde bei einer Kutschfahrt gesehen, bei der sie ihre Haare zitronengelb gefärbt hatte, damit diese zum gelben Satin-Futter der Kutsche passten. Einmal erschien sie in einem blauen Kleid und ihr Hund hatte einen Anzug, der zu ihrer Garderobe passte. Sie war eine Vorbild für auffälliges Makeup und benutzte Makeup für die Augenlider, Augen und Gesichtspuder mit Silber- oder Perlen-Glitzer um ihrer Haut einen Schimmer zu verleihen. Jean-Philippe Worth, der Sohn des Couturiers Worth, bezeichnete sie als „shockingly overdone“. 1867 kam ein Cocktail in Mode der von Pearl inspiriert war. Er wurde als „Tears of Cora Pearl“ (Cora Pearls Tränen) bezeichnet. Alfred Delvau verewigte Pearl in dem Text Les Plaisirs de Paris (1867): „Sie sind heute, Madame, das Ansehen, das Aufsehen, der Skandal und das Tischgespräch von Paris. Überall sprechen sie nur von Ihnen.“

## Späte Jahre

### Skandal:L’affaire Duval
Im Alter von 37 Jahren wurde Pearl in einen Vorfall involviert, der zu einem unaufhaltsamen Verfall ihres Glücks führte. Sie war verwickelt in eine Beziehung mit einem reichen Jungen Mann, Alexandre Duval. Er war zehn Jahre jünger als sie. Seine Obsession für sie war so maßlos, dass er sein ganzes Vermögen in seine Beziehung zu ihr steckte. Er schenkte ihr Juwelen, feine Pferde und Geld. Es wurde berichtet, dass er ihr einmal ein exquisit gebundenes Buch schenkte, ein hundertseitiges Bändchen, in dem jede Seite mit einer Eintausend-Franc-Note als Lesezeichen ausgestattet war. Letztlich versetzte ihn Pearl mit einer Endgültigkeit, die Duval nicht ertragen konnte. Am 19. Dezember 1872 begab sich Duval zu ihrem Haus, man glaubt, mit dem Ziel sie zu töten. Das Gewehr, das er dazu mitführte, entlud sich durch einen Unfall und verwundete ihn. Anfangs war er dem Tode nah, aber er erholte sich letztlich wieder. Dennoch waren die Konsequenzen desaströs für Cora Pearls Reputation. Der Skandal wurde als l’affaire Duval in der Presse beschrieben und die Behörden befahlen daraufhin Pearl das Land zu verlassen.
Sie wurde aus Paris verwiesen und ging zunächst nach London und später nach Monaco und Nizza. Die Ausstattung ihres Haus in Paris wurde verkauft.

### Finanzielle Schwierigkeiten
Der Deutsch-Französische Krieg 1870 beendete die neue französische Republik und verursachte eine kulturelle und politische Verschiebung. Die Ära, in der Pearl ihre größten Erfolge feiern konnte, war vorüber. Die Dritte Französische Republik erlebte eine Verringerung der aristokratischen Privilegien und einen Aufstieg konservativer Werte. Pearl konnte nicht mehr die adligen Männer anlocken, die ihre Haupt-Klienten gewesen waren. 1874 endet ihr lange 'Amtszeit' als Mistress von Fürst Napoleon auf sein Verlangen. Er schrieb ihr einen berührenden, sorgfältig verfassten Brief des Bedauerns; er konnte auch nicht länger den emotionalen und beruflichen Preis für die Beziehung zahlen.
Pearl war gezwungen, nach und nach ihr Vermögen zu verkaufen. Sie war zwar nicht arm, aber 1880 war ihre finanzielle Situation bereits angespannt. 1873 verkaufte sie ihr Haus in der rue Chaillot. 1883 verdiente sie ihren Lebensunterhalt mit gewöhnlicher Prostitution und mietete sich ein Apartment über der Werkstatt eines Kutschenbauers an der Avenue des Champs-Élysées, wo sie Freier empfing. Im Juli 1885 war sie gezwungen ihr Chateau in Loiret zu verkaufen.
Ihre vermindertes Vermögen änderte nicht ihre Passion für Wetten. Sie war daran gewöhnt mit hohen Einsätzen zu spielen, konnte nun aber nur noch bescheidene Beträge setzen. Julian Arnold, ein alter Bekannter, traf Pearl außerhalb des Casino in Monte Carlo. Er schrieb in seinen Memoiren: „Ich fand eine Frau auf dem Randstein, die jämmerlich weinte. Sie erschien etwa fünfzig Jahre alt zu sein, schön,... aber ziemlich verwahrlost.“ Sie erzählte ihm, dass sie aus ihrem Apartment geworfen worden war, ihre wenigen persönlichen Gegenstände waren vom Vermieter als Pfand für die geschuldete Miete genommen worden. Sie hatte keine Wohnung mehr, war hungrig und verzweifelt.

### Memoiren
Die Mémoires de Cora Pearl wurden mit Spannung erwartet, als bekannt wurde, dass Pearl ihre Autobiographie verfasste. Sie wurden 1886 in Paris veröffentlicht und in der Folge in England in London. Sie behauptete, dass sie die relevanten Seiten an die früheren Liebhaber gesandt habe, und angeboten habe deren Namen zu anonymisieren, wenn sie dafür bezahlten. Tatsächlich waren die meisten Namen geändert, aber fast alle wurden trotzdem identifiziert.
In den 1980ern behauptete William Blatchford, er habe die Memoirs of Cora Pearl ausfindig gemacht, und sagte dieses Buch sei 1890 veröffentlicht worden, nach Pearls Tod. Vorgeblich eine frühere Version des Buches, welches 1886 veröffentlicht worden war, gab das Buch vor auf ein früheres Datum zurückzugreifen, eventuell sogar auf 1873. Ausgesprochen viel freizügiger als die Memoiren von 1886 überzeugte das idiomatische Englisch, dem Ausdruck nach eine provinzielle, ungelehrte Anwendung der Sprache, viele Experten von der Authentizität, als die Memoiren von Granada (Stein and Day) unter dem Titel Grand Horizontal, The Erotic Memoirs of a Passionate Life veröffentlicht wurden. Es stellte sich jedoch heraus, dass „Blatchford“ ein Pseudonym eines realen Autors war. Dahinter verbarg sich Derek Parker, ein ehemaliger Chairman (Vorsitzender) der Society of Authors, der später zugab, dass er Granada einen Streich gespielt habe.

## Tod
Bald nach der Veröffentlichung ihrer Memoiren erkrankte Pearl an Darmkrebs. Ihr Biograph Holden schrieb: „Die verschiedenen Berichte von Cora, die ihre letzten Tage in tiefer Armut verbrachte in einem heruntergekommenen Zimmer sind sehr übertrieben.“ Sie starb am 8. Juli 1886. Todesanzeigen erschienen in Zeitungen in London und Paris. Ihre verbliebenen Güter wurden in einem zweitägigen Verkauf im Oktober 1886 verkauft. Sie wurde im Cimetière des Batignolles beigesetzt (Plot 10, Reihe 4). Das Grab war auf fünf Jahre gepachtet. Nach diesen fünf Jahren wurden ihre Überreste in ein Ossuar überführt und das Grab wiederverwendet.